# فاطيما تليسوفا
فاطمة تليسوفا (بالأديغية: Фатима Тлисова) (مواليد 1966م) هي صحافية روسية شركسية الأصل، تعيش في الولايات المتحدة حالياً.

## وضع اللجوء
تزعم تليسوفا مواجهتها ترهيباً شديداً بسبب تقاريرها عن محاولات مكافحة الانفصال الإسلامي والشيشاني المتزايد في منطقة شمال القوقاز العنيفة. حيث تعرضت للاعتداء المتكرر منذ 2002م، بزعم أنها قدمت تقارير غير مؤيدة للحكومات والأجهزة السرية لجمهوريات شمال القوقاز، فضلاً عن حكومة فلاديمير بوتين الفيدرالية. تضمنت معاناتها تعرضها للضرب وكسر ضلوعها والتسمم والاختطاف وإطفاء السجائر في جلدها ومضايقات الشرطة لابنها المراهق.
بعد أكثر من شهر من التكهنات في وسائل الإعلام، أعلنت لجنة حماية الصحفيين ومقرها نيويورك في 28 يونية 2007م أن تليسوفا، إلى جانب مراسل إذاعة أوروبا الحرة، يوري باغروف، قد مُنحا حق اللجوء السياسي في الولايات المتحدة، ولكن بعد تقارير نفت فيها تليسوفا ذلك، تغير الإعلان ليقول إنهما مُنحا «وضع لاجئ».

## اضطهادها
بدأت تليسوفا حياتها المهنية مع صحيفة نوفيا جازيتا الليبرالية التي تصدر مرتين في الأسبوع والتي قُتلت إحدى مراسليها، آنا بوليتكوفسكايا، على يد قاتل متعاقد في أكتوبر 2006. الصحيفة ليست محظورة رسمياً، لكن مبيعاتها لا تشجع بشدة، لدرجة أن البائعين يبيعونها فقط للعملاء المعروفين.[بحاجة لمصدر] بعد ذلك، أصبحت تليسوفا رئيسة تحرير مكتب القوقاز لوكالة أنباء ريغنوم. ومنذ 2005، كانت تعمل أيضاً مع وكالة أسوشيتد برس. لقد سافرت على نطاق واسع في المنطقة، وقدمت تقارير من أديغيا إلى داغستان.
بدأ صراعها مع السلطات في 2002، بعد فترة وجيزة من نشرها مقالاً عن الممارسات التعسفية للميليشيات في الشيشان في أوبشايا غازيتا. فذات ليلة، بعد حفلة عيد ميلاد احتفلت فيها بعيد ميلادها السادس والثلاثين، ذهبت إلى باب منزل مبنى شقتها لتوديع ضيوفها. بعد مغادرتهم، سُحلّت حول الزاوية وضربها رجلين. وقد عولجت في المستشفى من كسور في الضلوع وارتجاج وإصابات أخرى.
في يناير 2005، واجهت مضايقات كبيرة بسبب سلسلة من المقالات حول مقتل سبعة مساهمين في شركة كافكازتسمنت. قبل بضعة أشهر، تحدى هؤلاء المساهم الأكبر في الشركة علي كايتوف، ابن شقيق رئيس الجمهورية مصطفى باتديف. وبعد وقت قصير من ذهابهم لرؤية كايتوف في منزله الريفي، سمع صوت طلقات نارية من المنطقة المجاورة واختفى السبعة. وكان من بينهم رسول بوغاتيريف، نائب في المجلس التشريعي للولاية؛ أثارت عائلة القتيل احتجاجات شديدة ولفتت القضية انتباهاً كبيراً في الصحافة الدولية. كتب أقارب القتلى إلى فلاديمير بوتين، قائلين إنه بالنظر إلى أن المنزل الريفي الذي اختفى فيه أبناؤهم يملكه صهر رئيس الجمهورية، فقد اضطروا للتعبير عن «عدم الثقة المطلق في كل من أجهزة إنفاذ القانون وأجهزة سلطة الدولة في قراتشاي - تشيركيسيا» خلال التحقيق في هذه القضية. بعد شهر من التقاعس الرسمي، عُثر على أربع من الجثث السبع في قاع منجم؛ مُقطعة ومحترقة بالإطارات كوقود. لاحقاً، تغلبت مسيرة حاشدة احتجاجية ضد الحكومة المحلية على الغاز المسيل للدموع وخطوط الشرطة المعززة لتستولي على القصر الرئاسي. أفادت تليسوفا من مكان الحادث قائلة «نُهبّت جميع المكاتب في البيت الأبيض [المبنى الحكومي] تقريباً. لا توجد معلومات متاحة حتى الآن حول مكان وجود الرئيس باتديف. تقريباً كل نوافذ المبنى محطمة. تمتلئ المنطقة المحيطة بالورق والأثاث المكسور.. بعض المسؤولين الحكوميين والوزراء يراقبون الأحداث من الشوارع المجاورة للبيت الأبيض.»
بعد تغطية تليسوفا التي كشفت عن مزيد من التفاصيل عن جرائم القتل، سحبت وزارة الداخلية في قبردينو - بلقاريا ترخيصها. وقد اتُهمت بتلقي معاش تقاعدي غير قانوني وبدأت الإجراءات الجنائية، لكنها أُسقطّت لاحقاً.
بعد ذلك بقليل، أُجبرت على ركوب سيارة. ثم أخذها عملاء من جهاز الأمن الفيدرالي الروسي إلى غابة قريبة وأطفأوا السجائر في أصابع يدها اليمنى، «حتى تتمكن من الكتابة أفضل». كما أبلغت عن مناسبتين شعرت فيهما بتسممها - مرة في أكتوبر 2003 عندما دهنت كريم للوجه، من جرة في منزلها وتسببت في تقشر الجلد من وجهها وأصابعها ومرة أخرى عندما فقدت الوعي بعدما رشفت بعض الشاي وانتهى ذلك بأضرار خطيرة في القلب.
في 8 أكتوبر 2006، بعد يوم واحد من مقتل آنا بوليتكوفسكايا في موسكو، أرسلت ابنها البالغ من العمر 16 عاماً لقضاء حاجة، لكنه لم يعد. وفي النهاية تتبعته إلى مركز للشرطة كان محتجزاً لدى شرطي مخمور كان قد أدرج اسمه ضمن قائمة المتعاطفين مع الشيشانيين. وفقاً للمدافعين عن حقوق الإنسان، عادةً ما يتعرض الأشخاص المدرجون في هذه القوائم للضرب الوحشي وقد يختفون إلى الأبد. في مقابلة مع جيم هاينز من وكالة أسوشيتد برس، أوضحت تليسوفا رغبتها في الحصول على اللجوء قائلة «هل تعرف ما هي هذه القوائم؟ إنها قوائم لحيوات محطمة. كون أن شرطي مخمور يمكنه جر شاب بريء إلى مركز الشرطة في وضح النهار ووضعه في مثل هذه القائمة - لم أرد أن يحدث ذلك لابني.»
بعد بضعة أسابيع، عادت إلى المنزل ذات ليلة لتجد علامات على اقتحام شقتها. في صباح اليوم التالي، مرضت بشدة وأغمي عليها. كشفت الفحوصات الطبية عن فشل كلوي حاد، لكنها تعافت في غضون أيام قليلة وعملت كليتاها طبيعياً. تعتقد تليسوفا أن دخيلاً وضع السم في طعامها.

## مسألة اللجوء وتأثيره على العلاقات الأمريكية الروسية
في مارس 2007، ذهبت تليسوفا إلى الولايات المتحدة في برنامج مدته سنتان لدراسة الصحافة. في أوائل مارس، ذكرت صحيفة صنداي تايمز أنها طلبت اللجوء، لكنها نفت ذلك. في 1 يونيو، ذكرت صحيفة «العقدة القوقازية» أنها حصلت على حق اللجوء واستمرت الشائعات.
بتاريخ 28 يونية 2007، التقت تليسوفا وباغروف، إلى جانب لجنة حماية الصحفيين، بتجمع حقوق الإنسان في الكونغرس برئاسة النائب توم لانتوس. وفي بيان صحفي حول الحدث، قالت لجنة حماية الصحفيين «نظراً لأن هذا الربيع، غير قادرين على مواصلة عملهما دون عائق، فقد مُنح باغروف وتليسوفا حق اللجوء السياسي وأعيد توطينهما في الولايات المتحدة». ومع ذلك، نقل تقرير بعد بضعة أيام من مكان عملها، وكالة أنباء ريغنوم، نفيها لذلك، قائلة «هناك شيء واحد فقط صحيح فيما أبلغ عنه بشأني: لقد شاركت بالفعل في مناقشة مائدة مستديرة في الكونجرس الأمريكي وسأبقى في أمريكا للدراسة وبعد ذلك أنوي مواصلة العمل في القوقاز». ووصف تقريرها شائعات لجوئها بأنها «حملة إعلامية». في وقت ما، روجعت أيضاً الفقرة المتعلقة في إعلان لجنة حماية الصحفيين، مع ملاحظة من المحرر. ينص النص الجديد على أن تليسوفا وباغروف قد حصلا على «وضع لاجئ.»
في المقابلات التي أجرتها حول الانتقال إلى الولايات المتحدة، قالت تليسوفا إنها بينما رحبت بالأمن الذي مُنحّ لعائلتها، شعرت أيضاً أنها لا تستطيع الصمت حيال العنف في وطنها. وفي نقطة أخرى، قالت «أرى مواصلة عملي في القوقاز فقط.»
أثار منح اللجوء للصحفيين المنشقين تكهنات بأن الولايات المتحدة وحلفاءها يتخذون موقفاً متشدداً مع روسيا، خاصة بعد فترة وجيزة، من طرد أربعة دبلوماسيين روس من المملكة المتحدة، بعد أن رفضت روسيا تسليم عميل جهاز الأمن الفيدرالي الروسي أندريه لوغوفوي، الذي يشتبه في تسميمه ألكسندر ليتفينينكو.